# Brignolizomus nob
Brignolizomus nob är en spindeldjursart som först beskrevs av Harvey 1992.  Brignolizomus nob ingår i släktet Brignolizomus och familjen Hubbardiidae. Inga underarter finns listade.